# ATP Shenzhen Open 2016
ATP Shenzhen Open 2016 — тенісний турнір, що проходив на кортах з твердим покриттям у місті Шеньчжень, КНР з 26 вересня. Належав до категорії ATP World Tour 250.

## Фінальна частина

### Одиночний розряд
Томаш Бердих —  Рішар Гаске 7–6(7–5), 6–7(2–7), 6–3

### Парний розряд
Фабіо Фоніні /  Роберт Ліндстедт —  Олівер Марах /  Фабріс Мартен 7–6(7–4), 6–3